# Монгольские вторжения во Вьетнам
Монго́льские вторже́ния в Дайвье́т и Тя́мпу, также ошибочно называемые «Монголо-вьетнамские войны» — три военные операции, в ходе которых Монгольская империя, завоевавшая к тому времени северный Китай (империя Цзинь) и Дали, вторгалась на территорию государств Дайвьет (династия Чан) и Тямпа, расположенных в то время на территории современного Вьетнама. Эти вторжения происходили в 1257—1258, 1284—1285 и 1287—1288 годах. Монголы потерпели поражение от государства Дайвьет и вынуждены были вывести свои войска из Дайвьета и Тямпы. Как часть соглашения, оба государства согласились признать себя подчинёнными Монгольской империи и платить ей дань.

## Предыстория
К 1250 году Монгольская империя контролировала бо́льшую часть Евразии, включая восточную Европу, северный Китай, Маньчжурию, центральную Азию, Персию, Кавказ и Малую Азию. В завоёванной в 1230-е годы Корее периодически происходили восстания против монголов, которые закончились лишь в 1270 году, когда Корея окончательно стала платить дань Монгольской империи. Хан Мунке (1251—1259) планировал в 1256 году вторжение в остававшийся независимым Южный Китай. Хубилаю было поручено завоевания находящегося на территории современной провинции Юньнань китайского государства Дали. После завершения военной операции против Дали Хубилай отправил войско под командованием Урянхатая, сына Субэдэя, на юг. Урянхатай отправил послов в Дайвьет с просьбой разрешить его войску пройти по вьетнамским землям и атаковать империю Сун с юга. Вьетнамцы отказали и посадили послов в тюрьму. Тогда Урянхатай и его сын Ачу вторглись в Дайвьет с тринадцатитысячным войском.

## Вторжение в Дайвьет. Первое взятие Тханглонга
В 1257 году, вторгшись в Дайвьет, войско Урянхатая быстро захватило столицу государства, Тханглонг (ныне Ханой). В качестве мести за смерть своих послов он вырезал население города. Тем не менее, войско монголов несло потери из-за жары, эпидемий и партизанского движения. Поэтому, когда чанский правитель Дайвьета, император Чан Тхай-тонг, признал суверенитет Монгольской империи, Урянхатай вывел свои войска. Заключённое таким образом перемирие продолжалось до 1280-х годов.
Когда Великим Ханом стал Хубилай, отношения между Монгольской империей и Дайвьетом были достаточно хорошими. Согласно китайским хроникам династии Юань, Дайвьет посылал дань монголам каждые три года. Монгольская империя посылала в Дайвьет баскака. Однако к 1266 году ситуация изменилась, так как император Чан Тхан-тонг стремился к большей независимости. Когда Хубилай потребовал полного подчинения, Чан Тхан-тонг ответил ему требованием отозвать баскака. Так как в это время Хубилай был занят войной с Китаем и гражданской войной собственно в монгольской империи, нападение на Вьетнам было отложено, однако Хубилай напомнил императору Дайвьета о том, что ранее был заключён мирный договор.
В 1278—1279 годах монгольские войска расположились около границ Дайвьета. Новый император Чан Нян-тонг был вызван к монгольскому двору, но отправил вместо себя своего дядю Чан Ди Ая в качестве посла. В 1281 году Хубилай решил посадить Чан Ди Ая на трон, но небольшое войско последнего было побеждено вьетнамскими войсками.

## Тямпа
Согету, монгольский наместник в Гуанчжоу, в начале 1280-х годов потребовал полного подчинения Тямпы монголам. Хотя король Тямпы формально признал верховенство Великого Хана, практически это не выразилось ни в каких действиях, и в 1282 году Согету организовал морскую экспедицию против Чампы из 100 кораблей и 5000 воинов. Флот монголов перед этим сильно пострадал в результате неудачных экспедиций в Японию, и собрать флотилию большего размера не представлялось возможным. Согету удалось успешно захватить столицу Чампы — Виджайю, но король Индраварман V смог скрыться. Его сын возглавил партизанскую войну, которая в конечном счёте привела к выводу монгольских войск. Согету сначала запросил у Хубилая подкрепление, но в 1284 году, не дождавшись подкрепления, отплыл обратно, представив Хубилаю план наземного вторжения в Чампу через Дайвьет. План существенно основывался на уверенности Согету в том, что правители Дайвьета являются монгольскими вассалами. Хубилай одобрил план и поручил своему сыну Тугану командование армией. Согету был вторым командующим, подчинявшимся Тугану.

## Монгольские войны 1284—1288 годов
Туган, получив от отца поручение завоевать Чампу, прежде всего потребовал от чанского правителя Дайвьета, Чан Нян-тонга, пропустить монгольские войска через Дайвьет. В случае успеха монголы подошли бы к Чампе как с юга, так и с севера. В то время как Чан Нян-тонг готов был подчиниться, генерал Чан Хынг Дао, собрав 15000 воинов, отказался предоставить монголам право прохода через Дайвьет и снабдить их провизией. Туган, однако, смог разгромить армию Чан Хынг Дао и взял Тханглонг в июне 1285 года.
Используя опыт столкновений с китайскими армиями, император и его двор оставили столицу и отошли на юг, применяя тактику выжженной земли, уничтожая деревни и зерновые культуры. В то же время Согету направил свою армию на север, надеясь взять войско Дайвьета в клещи. Однако войску Чампы удалось разгромить эту армию и убить самого Согету.
Армия Тугана продвигалась вниз по реке Хонгха, где была встречена дайвьетским войском под командованием Чан Хуан Хая. Последнему удалось победить войско монголов и заставить Тугана повернуть обратно. Второе монгольское войско, бывшее ранее под командованием Согету, было на голову разбито Чан Хынг Дао, который заставил монголов принимать сражения там, где монгольская конница не могла сражаться в полную силу.
На следующий год Хубилай попытался повторить вторжение, назначив формально правителем Дайвьета младшего брата Чан Нян-тонга, бежавшего в Китай. Это вторжение было остановлено на ранней стадии, так как не удалось обеспечить снабжение войска.
Наконец, третье монгольское вторжение во Вьетнам произошло в 1287 году. Монгольская армия под общим командованием Тугана насчитывала 70 тысяч монгольских и китайских воинов, 21 тысячу союзников Китая из племён, живших в Юньнане и Хунане, авангард численностью в тысячу человек, а также 500 кораблей. Предполагалось, что монголы устроят постоянную базу около современного Хайфона, и дальнейшее вторжение будет одновременно морским и сухопутным. В ответ Чан Хынг Дао вывел всё население из заселённых областей, так что монголам нечего было завоёвывать. Кроме того, он провёл блестящую операцию против монгольского флота в устье реки Батьданг. Вьетнамские войска установили в устье реки колья с острыми железными наконечниками, воткнутые в дно и незаметные в прилив. Затем они, используя небольшую флотилию, заманили монгольский флот в устье реки. Во время отлива уровень воды понизился, и монгольские корабли были уничтожены кольями. После этой неудачи монгольское войско было вынуждено отступить в Китай.

## Последствия вторжений
Поражения во Вьетнаме стали одним из самых неудачных для монголов эпизодов их войн в XIII веке и остановили их дальнейшее продвижение в Юго-Восточную Азию.
Хубилай был крайне недоволен действиями Тугана и после кампании сослал его до конца жизни в Янчжоу. Хубилаю наследовал внук, сын Чинкима, Тэмур.
Вьетнамцы и монголы согласились после войны на обмен пленных. Формально чанский император в 1288 году признал главенство Великого хана и согласился платить ему дань, но на практике ни один глава Дайвьета не явился лично ко двору Хубилая воздать почести, и отношения оставались напряжёнными. В 1293 году Хубилай взял под стражу дайвьетского посла, Дао Ту Ки. Отношения нормализовались лишь при Тэмуре, и в 1295 году правитель Дайвьета явился ко двору Великого хана. Чампа также формально признала верховенство Великого хана.